# Дабешаньская операция
Дабешаньская операция — операция 2-й японской армии во время японо-китайской войны (1937—1945) с целью разгрома войск китайской армии и обхода с севера гор Дабешань с последующим выходом на Ханькоуское направление, проводившаяся с 27 августа по 21 сентября 1938 года. Часть сражения при Ухане.

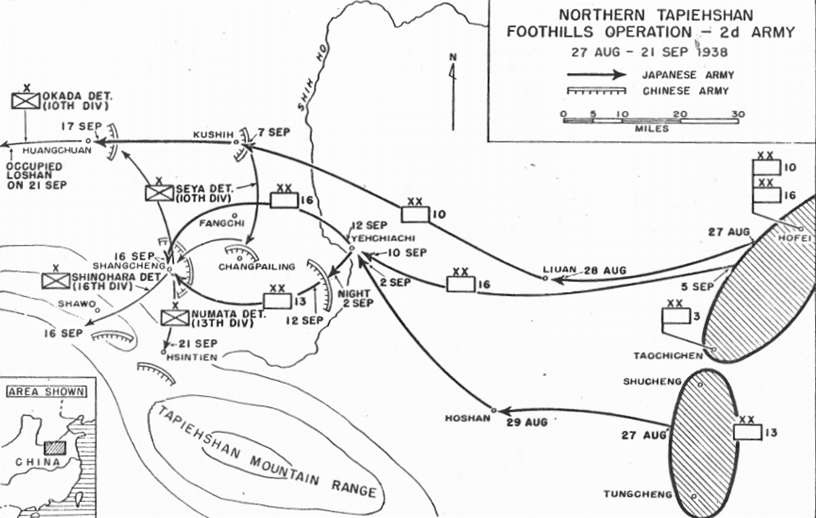
План операции

Заметное сокращение численности китайских войск в северных предгорьях хребта Дабешань из-за их постепенной переброски командованием китайской армии в район реки Янцзы, позволило командующему японской 2-й армии изменить свои планы по наступлению на линию Хуанчуань — Шанчэн, чтобы не дать противнику разрушить дороги к западу от Луаня. Командующий 2-й армией генерал принц Нарухико приказал 10-й и 3-й дивизиям 27 августа начать движение из районов сосредоточения в Чжэньянгуане в направлении Дабешаня. 
Соответственно, обе дивизии начали наступление. 28-го 10-я дивизия заняла Луань, в то время как 29-го 13-я дивизия заняла город Хошань и 2 сентября — Ецзяцзи. Затем 13-я дивизия ночью неожиданно переправилась через Шихэ. Там она столкнулась с несколькими дивизиями китайской армии, которые оказали упорное сопротивление и не дали 13-й дивизии продвинуться дальше.
7 сентября 10-я дивизия заняла Куши, и в тот же день командующий армией отправил отряд Сейя (три пехотных батальона) из 10-й дивизии для усиления 13-й дивизии. Отряд Сейя встретил и вступил в бой с двумя или тремя дивизиями противника в районе Чанпайлина, но был остановлен. Поэтому 9 сентября командующий 2-й армией приказал 16-й дивизии по прибытии в Ецзяцзи наступать на Шанчэн с северной стороны дороги, соединяющей Ецзяцзи, Фанчи и Шанчэн, чтобы отрезать противнику путь отступления. В то же время он присоединил отряд Сейя и один дивизион полевой артиллерии к 16-й дивизии.
12 сентября 13-я дивизия уничтожила противостоящего противника и начала продвигаться к Шанчэну. В тот же день 16-я дивизия начала успешную атаку из Ецзяцзи. К 16 сентября две дивизии (13-я и 16-я) заняли Шанчэн. 17 сентября, преодолев упорное сопротивление противника, 10-я дивизия заняла Хуанчуань.
Как только 2-я армия вышла на линию, соединяющую Хуанчуань и Шанчэн, она отделила по одному отряду от каждой дивизии и приказала этим частям занять ключевые точки в передовой зоне. 21 сентября отряд Окада (четыре пехотных батальона с одним горно-артиллерийским батальоном) 10-й дивизии занял Лошань;  16-го числа отряд Синохары (три пехотных батальона с одним батальоном полевой артиллерии) 16-й дивизии занял сектор в горах к югу от Шаво; 21-го числа отряд Нуматы (три пехотных батальона с одной горно-артиллерийской батареей) 13-й дивизии занял сектор к северу от Синьдяня.
Ввиду того, что наступление 2-й армии в северных предгорьях Дабешаня, так же как и боевая обстановка в районе 11-й армии, проходило благоприятно, командующий Центрально-Китайской экспедиционной армией генерал Сюнроку Хата принял решение о проведении операции по наступлению на Ханькоу.